# Schloss Geisling
Das Schloss Geisling, auch Burg Geisling oder Alte Burg genannt, ist ein abgegangenes Schloss im Ortsteil Geisling der oberpfälzischen Gemeinde Pfatter in Bayern. Die Anlage lag im unmittelbaren Bereich der heutigen Pfarrkirche Maria Geburt. Die Anlage ist unter der Aktennummer D-3-75-183-14 als denkmalgeschütztes Baudenkmal von Geisling verzeichnet. Ebenso wird sie als Bodendenkmal unter der Aktennummer D-3-7039-0039 im Bayernatlas als „archäologische Befunde des Mittelalters und der frühen Neuzeit im Bereich der Kath. Pfarrkirche Mariä Geburt sowie der Kapelle St. Ursula in Geisling, darunter die Spuren von Vorgängerbauten bzw. älterer Bauphasen“ geführt.

## Geschichte
Gisilinga wird um 1030 urkundlich erwähnt. Das Schloss Geisling wurde ebenfalls im 14. Jahrhundert von der Patrizierfamilie Auer erbaut, nachdem sie aus der Reichsstadt Regensburg vertrieben worden waren. Erstmals urkundliche Erwähnung findet es auf einem Grabstein der Auer in der Pfarrkirche Maria Geburt in Geisling. Vermutlich wurde die Burg schon wie der benachbarte Schwaigturm in Schwaighof, der sich ebenfalls im Besitz der Auer befand, im 15. Jahrhundert wieder aufgegeben, weil den Auern wieder der Zutritt nach Regensburg ermöglicht wurde. So wurden die zwei befestigten Sitze, die im Rahmen dieser Fehde errichtet wurden, wertlos und schon bald von der Bevölkerung geschleift.

## Beschreibung

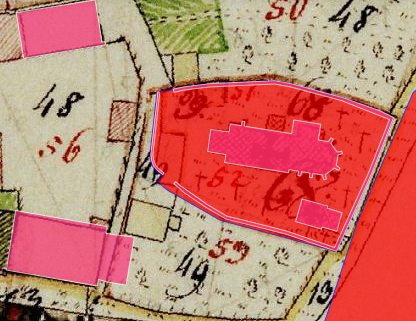
Lageplan von Schloss Geisling an der Stelle der Ortskirche Maria Geburt auf dem Urkataster von Bayern

Von der einstigen Niederungsburg, die aus Bering, Palas und Bergfried im Zentrum bestand,  haben sich außer der Burgkapelle, als heutige Friedhofskapelle St. Ursula, und Teilen der in die Friedhofsmauer keine Reste erhalten. Die Friedhofsmauer und die Kapelle stehen unter Denkmalschutz.